# 官印
官印（かんいん）とは、中国や日本において身分証明・公的証明のために官吏・役所に配られた官製の印章。元は純粋な実用印であるが、宋代頃からその美術性の高さが評価されるようになり、蒐集・鑑賞の対象、篆刻の参考資料として使用されるようにもなっている。

## 概要
官印の制度は春秋時代から見られるが、統一的な制度として定着したのは中央集権制・法治体制が確立された秦代からである。
中央集権制における地方政治は、各地に設置された役所やそこに勤める官吏が、中央政府から委譲された一定の権限を行使することによって行われる。管轄区域内での決裁事項に対して裁可を下したり、中央に申請や報告を行ったりするのがその主な業務となるが、この際には必ず公式に行われたものであることの証明を添付した公文書を発行する必要がある。またそのためには、役所や官吏自身も自分たちが国家の承認を得た公的な立場にある存在であることを証明しておかなければならない。このような各種の公的証明を端的に行うために考え出されたのが「官印」である。
官印には官吏に支給する印と役所に支給する印があり、武官にも支給された。官吏の場合は職名が、役所の場合は役所名が刻まれるのが一般的である。紐（ちゅう、持ち手）の部分に印綬（いんじゅ、太いひも）を通し、常に腰のベルトにぶら下げていたため官吏の象徴として見られていた。俗に官職に就くことを「印綬を帯びる」と表現するのはこれによる。
なお、紙に押して使うようになったのは唐代以降で、魏晋南北朝時代までは木簡・竹簡の束を止める「封泥」という粘土の塊に押していた。

## 歴史
以下、中国における官印の歴史展開を記す。

### 春秋戦国時代
現在、中国の印章は殷の時代からその存在が確認されている（古璽）。しかし多くは文様であったり、文字が書いてあっても私印と思われるものがほとんどである。
「官印」と呼べるようなものが登場するのは春秋時代からである。『春秋左氏伝』によれば、魯の襄公29年（前543年）に、襄公が国を留守にしているのを幸いと、当時公室で政治を牛耳っていた宰相・季孫宿（季武子）が公領となっていた村を襲って私有化した。この際、襄公の様子をうかがうために部下を派遣し、追って取り繕いのために「統治を任されていた者が叛乱を起こしたので鎮圧した」という嘘を書いて「璽書」＝印を押した封泥で封印した報告書を与えたという記述がある。これは高官の例であるが、いずれにせよ当時既に官吏に対し国が公印を支給する習慣があったことがここからうかがえる。
出土遺品としては戦国時代のものが多く、解読不能な部分もあるが「司馬」「司土（司徒）」「司工（司空）」など当時の官職名が入った印が出ている。
文字は金文で多くの場合白文（陰刻）、印材は金属製、その多くは銅である。章法（文字の置き方）は各地ばらばらである。

### 秦代
紀元前221年に中国を統一した秦は、文字や度量衡など多くの制度を統一し、中央集権制の土台を固めた。これにより官印は少府の属官・符節令が管理することになり、統一した規定が設けられた。これによりそれまで混同されて使用されていた「璽」「印」が分離され、皇帝のものが「璽」、それ以外の通常の官印が「印」と呼称され、そのスタイルも統一されたものとなった。
秦の官印は文字は公式文字とされた小篆で白文、印材は銅であった。一番特徴的なのは章法で、まず印面の内側に「田」型の枠を切り、その中に文字を入れるようになった。この形式はこの時代に独特のもので「秦印」と呼ばれる。

### 漢・新代
紀元前209年に秦が滅びた後も、前漢にその中央集権制は受け継がれ、官印が製造・支給された。途中、王莽の簒奪による新の建国があったがその際も大きな影響を受けず、官印の支給は220年の後漢滅亡まで続くことになる。
制度としては秦の制度をそのまま受け継いだ形となったが、制度はやや複雑化している。皇帝だけでなく皇族や諸侯で王号を称する者にも「璽」を用いるようになり、さらに将軍の印は「章」と呼ばれるようになった。また印綬の色、鈕（ちゅう、印の持ち手）の形や材質によって身分が区別されるようになった。大きさは方寸であったが、下級の官吏の場合は認められず、縦半分に割った大きさの「半通印」と呼ばれる印を使用しなければならなかった。この他、五行思想に基づき文字数を5文字にまとめるということも行われた。
漢の官印の文字は、秦とは異なり公式書体の小篆そのものではなく印用にアレンジされた印篆を用いており、秦印と比べると文字が角ばっている。白文で印材は銅。章法も秦印の枠を廃止し、印面に文字をそのまま入れるようになった。文字が角ばっているため、文字数が多いと印面にみっちりと詰まった感じを受ける。この形式も独特のものとして「漢印」と称される。
なお、日本で発見された志賀島金印こと「漢委奴國王印」も漢印である。

### 魏晋南北朝時代
220年の漢の滅亡から589年の隋の統一まで続いた魏晋南北朝時代でも、三国時代の魏など勢力のある国が官印を支給していた。北朝の諸王朝でもこれにならって官印が支給されている。
この時代の官印は基本的に漢印のそれと同じであるが、戦乱や政治的不安定が続いたため、印の出来映えには大きな揺れ幅がある。特に北方の異民族王朝によるものは官印の制度自体に慣れていないためか粗雑な印が多い。
この時代注目すべきは、それまで白文が基本であった官印に、一部朱文（陽刻）が登場したことである。理由はこの時期から紙が一般にも普及し始め、公文書にも紙が使われるようになったためである。今まで白文であったのは、木簡・竹簡の時期にあっては、その束を封じるために使われた「封泥」に押す際に字が浮き出てくれないと支障があるからであった。逆に紙に押す際には朱文でないと見づらくなることから、これ以降官印は急速に朱文印へと変わっていく。

### 隋・唐代
隋とそれに続く唐の時代には、律令制の確立により中央集権制は磐石のものとなった。ただし官印の制度は整理され、それまで行われていた官吏全員への印の支給を廃止し、役所への支給のみに制限することになった。
隋・唐の官印の文字は、角ばった印篆から一転し、小篆の曲線を優美にうねるような曲線に変えた独特の装飾書体が用いられた。また紙のさらなる普及により、印はすべて見やすい朱文となった。大きさも方2寸と非常に大きく、印自体の厚さも薄くなり鈕も巨大化するなど、漢印と比べるとその雰囲気は様変わりしている。この時代の形式を「唐印」と呼ぶ。

### 宋代以降と終焉
北宋以降も制度に変遷はあったものの、官印を支給する制度は変わらず、最後の清の時代まで続いた。
しかし北宋以降、官印は文字の装飾化が進み、だんだん文字を読ませるための印というよりも単に官吏の権威を現す道具となって行く。それを象徴するのが九畳篆の採用である。九畳篆は印篆の画を引き伸ばして幾重にも曲げた装飾書体で、これで印にみっしりと字を刻まれてしまうと、細線が並んでいるようにしか見えなくなるのである。
清代になると九畳篆だけでなく、そのほかの装飾書体や漢字以外の文字・文様も積極的に取り入れられ、もはや印文がごちゃごちゃとして読めないという、印としては形骸化した存在となっていった。
そして宣統3年（1911年）、辛亥革命による中華民国の成立により、王朝国家としての中国は終焉する。ここに官印は制度ごと廃止され、春秋時代以降2500年近くにもわたる長い歴史に終止符を打つことになったのであった。

## 日本の官印
中国の影響を強く受けて文化や行政の諸制度が発達した古代の日本においても、律令制の移入とともに官印の制度が行われていた。
日本に現存する印章の最古は上述の「漢委奴國王印」であるが、これは漢代の中国で作られたものであり、実際に使用されたかどうかも不明である。これを除けば現実に使用された印章として確認される最古は奈良時代のものであり、ここから日本の官印の歴史も始まっている。

### 奈良・平安時代
奈良時代の印章の制度は中国のそれを受け継いだもので、印を作るのは国家の特権とされ、私人が印を作るに際しては国家の許可が必要であった。つまり、日本の律令制下では「印」といえば即「官印」だったのである。
大宝令（701年）の規定によれば、官印には、内印、外印、諸司印および諸国印の4種があった。内印は天皇の印章であり、印文は「天皇御璽」で大きさが方3寸と決まっており、五位以上の位記および諸国に下す公文に用いた。外印は太政官の印であって、方2.8寸、印文は「太政官印」で、六位以下の位記および太政官の文政官の文案に用いた。当初は文書の全面に太政官印を押していたが、奈良時代後期には文書の首尾と中間にあたる中央部の計3ヶ所と日付の付近に1ヶ所に限り、また押印も少納言が押印の申請を奏上して勅許を得た後に少納言の監督下で少納言局史生が実際の押印を行った。これを請印（しょういん）と呼んだ。また初期においては少納言がその職掌として監理するものであったが、蔵人所の設置以降は、蔵人の職掌となった。諸司印は、各省・台・寮・司などが用いるもので、百官有司みなそれぞれに印章を有し、太政官に差し出す文書や他の役所に送付する文書に用いた。諸国印は、各国で用いるもので、京に差し出す公文書に用いた。以上が、日本における正式な印すなわち官印というべきものであったが、これに準ずべきものに、郡印、郷印や寺社印があった。
また、7世紀末から8世紀初めに設置された軍団には、銅製の団印があった。筑前国に置かれた遠賀団と御笠団の印章が、1899年と1927年に大宰府周辺（現・福岡県太宰府市）で出土している。
日本における官印およびそれに準ずる印の使用目的としては、一つには文書の真偽の弁別、もう一つは律令国家の権威を示すことにあった。奈良時代に勃発した藤原仲麻呂の乱では、双方で印の確保や奪回が行われるほどであった。後者の端的な例としては、遠江国「平田寺文書」天平感宝元年（749年）閏5月20日勅願文があり、文書一面に文字のない箇所にも内印「天皇御璽」が捺されている。また10世紀中葉の平将門の乱は、当初平氏一族内の私闘と考えられていたものが、のちに国家への叛逆行為と見なされるようになったものであるが、その最大の要因は平将門が常陸国府を包囲・攻略し、官印を奪ったことによる。これも官印の権威性を示す一例である。
このように、建前としては印章は官印だけというのが本来の制度であり、貞観10年（868年）の太政官符に載せた起請にも「公式令を按ずるに、ただの諸司之印ありて、未だ臣家の私印を見ず」とあり、私印は許されていなかった。ただし天平勝宝8歳（756年）藤原仲麻呂は、孝謙天皇より「恵美」の姓を賜っているが、そのとき特別に「恵美家印」の使用が認められている。しかし、この場合であっても許可なく「家印」を用いることは許されていなかった。もっとも貞観10年の格においては「有印の諸家はみな私印を鋳造し、ひそかに用いる慣習となってしまっているが、これはやむをえないことだ」としてその使用を許可するとともに、印の大きさを1寸5分を限度とすべきことを示して、平安時代中葉頃から広まったとみられる私印の使用を事実上追認している。
なお、日本の官印は、その使用時期がちょうど隋・唐に重なることからその影響を強く受けており、唐印によく似たものとなっている。

### 終焉
しかしこのような官印の規定は、律令制の弛緩とともに中央省庁や国府などの律令行政機関が支配力を失ったことにより、次第に崩れていった。さらにそこにとどめを刺したのが花押の登場であった。
元々律令制時代より、公文書は官印を捺しただけでなく、その官庁の役人がこれに連署することによって公文書の効力が発生するうえで必要な条件とされていた。その署名がだんだんくずれて草書体になっていったものが書判、すなわち花押であり、平安時代前半には既にその原初形態がみられる。それが急速に発達し、権威を失った官印に取って代わることになった。結果、古代末期には官印はまったく廃れ、院政期に「二合体」（「頼」のへんと「朝」のつくりを合わせて「頼朝」をあらわすなどの方法）という新しい書判の形式が現れると、これ以降花押の使用が一般化することになるのである。
その後も公的証明に印が使われなかったわけではなく、南宋からの渡日僧が用いた「号印」という印が存在する。建長寺の道隆は「蘭渓」の印文を、円覚寺の祖元は「無学」の印文を用いた例がある。この号印は、のちに五山の僧たちの間で一般化された。またこの号印の影響が武家に及び、戦国時代の武将たちが公用印として「黒印」や「朱印」と呼ばれる印章を使った。ただしこれらは「官印」には含まれないため、日本の官印の系譜は中世初頭には完全に途絶していることになる。

## 蒐集と鑑賞

### 中国
官印は中国で北宋代以降、文人たちによって蒐集と鑑賞の対象となった。それまで「印」というのは実用のものであり、芸術的視点からとらえられることはなかったのであるが、古代の官印が出土するにつれ文人たちの興味を誘い、多くの文人たちが印を買い集めたりその印文を鑑賞したりするようになったのである。
これにより篆書への興味が高まり、清代における考証学での古代文字研究に先鞭を付けることになる。またその流行により、自分で印を作ろうと考える者も出始め、やがて篆刻へとつながって行く。
現在も官印は書道と古美術、考古学の観点から蒐集・鑑賞の対象とされ、美術品として現物が取り引きされている。

### 日本
日本において中国の官印が本格的に知られるようになったのは、江戸時代以降のことである。この頃から書道界には篆刻が定着し、中国の印譜を通じて次第に鑑賞が行われるようになって行った。
また、日本古代の官印にも関心が向かい、寺社印や私印などを含め「大和古印」として鑑賞の対象とされるようになった。京都国立博物館所蔵の平安時代初期の「四王寺印」は、秋田の四王寺に長らく伝えられてきたもので、江戸時代になって京都の聖護院末の積善院に移された、現存する優品の一つである。ただし中国と違ってこのように印の現物が残るものは稀少で、多くは戸籍など公文書に押された印影を見ることくらいしか出来ない。
現在官印は、中国と同じように書道・古美術・考古学などのさまざまな観点から鑑賞の対象とされている。中国のものについては、現物が比較的よく残っていることから国内の骨董商が輸入して古美術品として扱っている例もまま見られる。